# Andrzej Wodyński
Andrzej Wodyński herbu Kościesza – łowczy podlaski w latach 1630–1648.
Poseł na sejm konwokacyjny 1632 roku z ziemi nurskiej. 
Poseł na sejm zwyczajny 1635 roku (rugowany), sejm zwyczajny 1637 roku, sejm 1638 roku, sejm 1640 roku, sejm 1641 roku, sejm 1642 roku. Jako poseł na sejm 1643 roku był deputatem do skarbu rawskiego. Jako poseł województwa podlaskiego na sejm elekcyjny 1648 roku był elektorem Jana II Kazimierza Wazy z województwa podlaskiego, podpisał jego pacta conventa. 
Andrzej był synem Jana, wnukiem Mikołaja. Pochowany w Warszawie w archikatedrze św. Jana. Pozostawił bratu Janowi zadłużone dobra.  